# Plasnes
Plasnes é uma comuna francesa na região administrativa da Normandia, no departamento de Eure. Estende-se por uma área de 16,03 km². Em 2010 a comuna tinha 727 habitantes (densidade: 45,4 hab./km²).